# Привредников дом
Привредников дом је зграда у Загребу у којој се налази данашње седиште Српског привредног друштва „Привредник“ и у прошлости је дуго време играла улогу централне куће ове институције. Налази се у Прерадовићевој улици број 18.

## О Дому
Први пројект сачуван у Градском архиву у Загребу говори како је зграда у Прерадовићевој (тада Свиларској) улици бр. 18 подигнута као стамбена двокатница за Алојза Хајнцела (син Вјекослава Хајнцела) који је био власник куће и на супротној страни исте улице. Саграђена је према пројекту тада врло угледног загребачког градитеља Јанка Јамбришака. Пројект је потписан у септембру 1874. године, што вероватно значи да је зграда подигнута крајем исте те током идуће, 1875. године.
У задњим годинама 19. или првим годинама 20. века кућа у Прерадовићевој 18 прешла је у власништво Милана Носана који ју је онда у јуну 1907. године продао Српском привредном друштву Привредник. Кућу с господарском зградом и двориштем Привредник је платио 78.000 Аустроугарских круна. 
Зграда је служила као централа друштва, те за смештај Привредникових питомаца пре слања на занат.
Привредник је зграду престао користити 1941. године, након утемељења Независне Државе Хрватске. Загребачко Градско поглаварство одлучило је у лето те године пренеменити зграду, будући да су је, како је истакнуто у допису, напустили њезини дотадашњи власници.
Након завршетка Другог светског рата приступило се укидању „Привредник“. Након решења о укидању сва имовина којој је тада располагао Привредник постала је „општенародна имовина“.
Зграда ће потом 1959. године одлуком Комисије за национализацију при Народном одбору опћине Доњи град Загреб постати друштвено власништво.